# Nomofobia

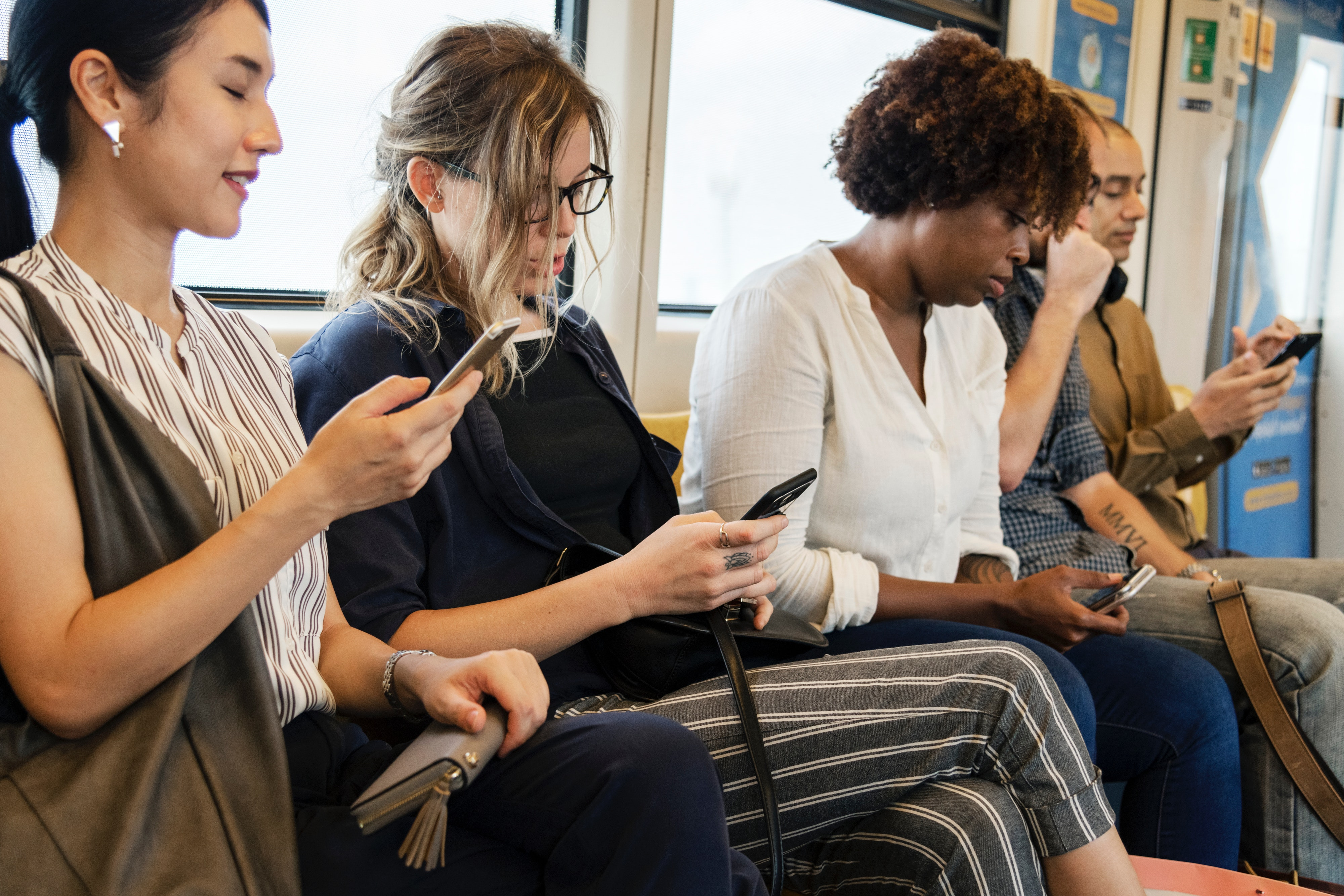
Pessoas diversas utilizando telefones celulares

Nomofobia é caracterizada por ansiedade, estresse ou desconforto resultante da falta de acesso pleno ao telefone celular e suas funcionalidades.

## História e etimologia
O termo tem origem de nomophobia em inglês, uma abreviação de "No Mobile Phone Phobia"; ou seja, uma fobia de ficar sem o telefone celular. O termo surgiu em um estudo pioneiro dos correios do Reino Unido que avaliava o estresse causado pelo uso excessivo do celular. Nesse estudo, realizado pelo instituto YouGov, 53% dos participantes sofriam de nomofobia, demonstrando preocupação em caso de perda do aparelho ou impossibilidade de usar suas funcionalidades.
O termo fobia é inapropriado pois, muitas vezes, trata-se de um transtorno de ansiedade.

## Prevalência
Uma revisão sistemática com mais de 12 mil participantes em dez países apresentou o resultado de que a prevalência de nomofobia de moderada a grave é de aproximadamente 70%, enquanto que a severa é de aproximadamente 21%. Estudantes universitários são os mais afetados. É considerado um problema emergente da atualidade.

## Sintomas
Indivíduos com nomofobia mantém o celular perto de si a todo tempo, inclusive enquanto dormem; evitam contato visual e preferem conexões virtuais; e frequentemente checam o celular para observar se receberam alguma notificação. Os indivíduos sentem estresse, desconforto, irritabilidade e ansiedade devido a ideia de estar sem o celular ou à inabilidade de utilizá-lo.